# なかむらみつのり
なかむら みつのり（1973年10月16日 - ）は、日本の漫画家、イラストレーター。中邑みつのり、JETナカムラ名義を使用することもある。

## 経歴
神奈川県横浜市出身。東京デザイン専門学校卒業。1995年、求人で見つけたタケカワユキヒデファンクラブ誌の編集者の求人に応募。高倍率をくぐり抜けて採用される。その後、前任者の退職を機に現場マネージャーに就任。
1999年、ヤングマガジンギャグ大賞にて4コマまんがの「ハゲ60W」が優秀賞を受賞しデビュー。「ハゲ60W」は一時期人気連載になったものの、スポンサーのカツラメーカーからクレームが入り打ち切りに。そんな状況を気の毒に思ったヤングマガジン編集者に巻末のゲームや車の取材漫画の仕事を与えられ、取材漫画家としてキャリアを築くことになる（巻末の漫画は8年間担当）。
その後、パチスロ雑誌や4コマ漫画雑誌、ホラー漫画雑誌などで多数執筆。特にMONOQLO（晋遊舎）の連載「コトハジメ」は10年続く人気連載となる。
漫画家の鈴ノ木ユウとは高校時代の友人。

## 人物
「JETナカムラ」はタケカワユキヒデマネージャー時代のニックネーム。

## 著作
- 出版社すっとこ編集列伝 （電撃ジャパンコミックス）2012/4/14
- びんぼうまんが家!都内で月3万円の3DKに住んでます （まんがタイムコミックス MNシリーズ）2013/5/15
- タケカワユキヒデ マネージャー物語（T-time）2016/2/20 JETなかむら名義
- 安い食材が極ウマに大変身! おつまみ100（東邦出版） 2018/2/15

### 電子書籍
- 夕焼け商店街 〜営業マン寿くんの寄り道ごはん〜 全2巻

1. 2023/1/27
2. 2023/1/27

### 共著
- 特撰思い出食堂 麺(1) （思い出食堂コミックス）2016/12/15
- 絶品 空の下ごはん（世界文化社）2021/10/1

### イラスト
- タッタ君ふたたび 上（タケカワ ユキヒデ）（T-time）2013/9/22
- タッタ君ふたたび 中（タケカワ ユキヒデ）（T-time）2013/9/22
- タッタ君ふたたび 下（タケカワ ユキヒデ）（T-time）2013/9/22
- 仙台あるある ご当地あるある（TOブックス）2015/5/8
- 東京ヤクルトスワローズあるある プロ野球あるある（TOブックス）2017/1/30
- 京都サンガF.C.あるある Jリーグあるある（TOブックス）2019/10/2
- 現場の最強! 熱中症対策 「ファン付き作業服」（エクスナレッジ）2020/7/16

### 連載
- コトハジメ（晋遊舎 MONOQLO）
- 駆け抜けて家電（晋遊舎 家電批評）
- 漫画家サファリ（マンガonウェブ）

### その他
- 冷凍焼おにぎりに“ちょい足し”するだけで、 大満足のお酒の〆メニューが完成♪（ほほえみごはん、ニチレイフーズ）

## その他
- タケカワユキヒデLINEスタンプ イラスト

## メディア・イベント出演
- 密着取材（news every.日本テレビ　2013年2月5日）
- 密着取材（news every.日本テレビ　2013年9月13日）
- 密着取材（news every.日本テレビ　2023年4月25日）
- 「タケカワユキヒデマネージャー物語出版記念イベント」（2016年）
- 見ル野ポンダッシュ（漫画家の見ル野栄司が主催するトークイベント）

1. 「登山漫画家（なかむらみつのり）vsポーカー漫画家（ピョコタン）」
2. 「町中華漫画家（なかむらみつのり）VSつけ麺イラストレーター（川崎タカオ）」
3. 「ヤンマガ系漫画家（なかむらみつのり）VSガロ系漫画家（磋藤にゅすけ）」